# Suctobelbella tuberculata
Suctobelbella tuberculata är en kvalsterart som först beskrevs av Karl Strenzke 1950.  Suctobelbella tuberculata ingår i släktet Suctobelbella och familjen Suctobelbidae. Inga underarter finns listade i Catalogue of Life.